# Katarzyna Kozak
Katarzyna Kozak (ur. 10 października 1963 we Wrocławiu) – polska aktorka filmowa i dubbingowa.

## Życiorys
W 1985 ukończyła studia na PWST w Warszawie i otrzymała dyplom w 1986.
Występowała w takich rolach dubbingowych jak: Valerie z serialu animowanego Josie i Kociaki, Baloo z Małej księgi dżungli, Amanda z Bibi Blocksberg i wielu innych.
Jest aktorką Teatru Rampa w Warszawie.

## Filmografia
- 2007: Determinator, jako Zofia
- 2006: Złotopolscy, jako mecenas Marty (gościnnie)
- 2004–2006: Pensjonat pod Różą, jako Danuta Niedbało, żona Cezarego (gościnnie)
- 1999–2009: Na dobre i na złe, jako mama Marka (gościnnie)
- 1997: Klan, jako matka dziecka (gościnnie)
- 1993: Nowe przygody Arsena Lupin, jako Sylwia
- 1988: Nowy Jork, czwarta rano, jako panna młoda
- 1986: Bohater roku, jako Majka, dziewczyna Danielaka
- 1986: Podróże pana Kleksa
- 1985: Diabelskie szczęście, jako Kasia
- 1984: Dzień czwarty, jako Barbara Drapczyńska
- 1979: Rycerz, jako księżniczka
- 1978: Okruch lustra

## Polski dubbing
- 2021: Luca – Daniela[1]
- od 2017: Zaplątane przygody Roszpunki – Sugarby
- 2012: Violetta – Olgita "Olga"
- 2012: Szczury laboratoryjne – Dyrektorka Perry
- 2011: Cziłała z Beverly Hills 2
- 2010: Zaplątani
- 2008–2009: Rahan: Syn czasów mroku – Pani Ciemności
- 2008: Stacyjkowo – Emilia
- 2007–2009: Sushi Pack
- 2007–2008: Animalia – Allegra
- 2005–2008: Awatar: Legenda Aanga
- 2001: Odjazdowe zoo
- 1998–1999: Nowe przygody rodziny Addamsów
- 1997–1998: Przygody Olivera Twista
- 1997: Bibi Blocksberg – Amanda
- 1996–1998: Mała księga dżungli – Baloo
- 1990: Przygody Syrenki
- 1972–1973: Nowy Scooby Doo
- 1970–1972: Josie i Kociaki – Valerie